# Susanne Hofmann
Susanne Hofmann (* 1963) ist eine deutsche Architektin.

## Ausbildung
1983 bis 1987 studierte Susanne Hofmann an der Akademie der Bildenden Künste und an der Technischen Universität München Architektur. Susanne Hofmann studierte von 1988 bis 1992 Architectural Association School of Architecture in London Architektur. Dabei war sie von 1988 bis 1989 Stipendiaten des DAAD.

## Lehre
2003 bis 2014 leitete sie das Studienreformprojekt "Die Baupiloten" an der TU Berlin. Seit 2009 ist sie Professorin am Fachgebiet Entwerfen und Baukonstruktionen der TU Berlin. 2012 promovierte Hofmann mit dem Titel "Atmosphäre als partizipative Entwurfsstrategie" summa cum laude. Sie hatte seit 2012 Gastprofessuren an der University of Auckland und dem Design Intensive Studio. Sie ist Visiting Professor an der University of Sheffield.

## Bautätigkeit
Nach ihrem Abschluss gewann Hofmann in diversen Architekturbüros Erfahrungen in der Projektleitung in Großbritannien und Deutschland. 2001 gründete Susanna Hofmann "die Baupiloten BDA". Bei dem letzteren Projekt handelt es sich um eine Entwicklung einer Planungsart, die die künftigen Nutzer von Gebäuden bereits in der Planungsphase einbezogen werden. Ziel ist eine Mitbestimmung der Bewohner im Bauprozess. Dabei wurden seit Gründung 2001 schon viele Kindergärten, Schulen und Studentenwohnheime zusammen mit den zukünftigen Bewohnern gestaltet.

## Mitgliedschaften
- seit 2008 Mitglied im Frauenbeirat der Senatsverwaltung für Stadtentwicklung, Berlin
- seit 2011 Netzwerk pädagogische Architektur, Montag Stiftungen Bonn / Arbeitsgruppe nachhaltige Unterrichtsgebäude, Förderverein Bundesstiftung Baukultur e.V.
- seit 2012 Redaktionsbeirat Architectural Research Quarterly, Cambridge University Press[5]

## Veröffentlichungen
- Susanne Hofmann: PARTIZIPATION MACHT ARCHITEKTUR: Die Baupiloten-Methode und Projekte, 2014, Jovis Berlin, Berlin, ISBN 9783868593020